# Замок Гросмонт
Замок Гросмонт (англ. Grosmont Castle) — руины средневекового замка в деревне Гросмонт, Монмутшир, Уэльс. Замок для защиты пути из Уэльса в Херефорд было возведено норманнами после завоевания Англии в 1066 году. Изначально земляное укрепление с палисадом было, возможно, заказано Вильямом Фиц-Осберном, графом Херефорда. В 1135 году разразилась крупное валлийское восстание, в ответ на которое король Стефан объединил замок Гросмонт и близлежащие замки Скенфрит и Уайт в лордство «Три замка», которое на протяжении нескольких веков продолжало играть важную роль в защите региона от валлийцев.
В 1201 году король Иоанн передал замок могущественному барону Хьюберту де Бургу, графу Кент. В течение следующих нескольких десятилетий замок переходил от одного владельца к другому, включая Хьюберта, его соперников Браозов и Корону. Хьюберт перестроил замок в камне, начав с нового рыцарского зала, а когда вернул собственность в 1219 году возвёл куртину, торхаус и крепостные башни. В 1233 году королевская армия, вставшая лагерем за пределами замка, подверглась нападению повстанческих сил под командованием Ричарда Маршалла, 3-го графа Пембрук. Эдмунд, граф Ланкастер, получил замок в 1267 году, и он оставался во владении графства (позже герцогства) Ланкастерского вплоть до 1825 года.
С завоеванием Эдуардом I Уэльса в 1282 году стратегическое значение замка Гросмонт сильно уменьшилось. Тем не менее, в 1405 году он подвергся осаде во время восстания Оуайна Глиндура. К XVI веку замок перестали использовать и он пришёл в упадок. В 1922 году он был передан государству и сейчас находится в ведении агентства по охране культурного наследия Cadw.